# 大田耕士
大田耕士（おおた こうし、1909年2月18日 - 1998年3月8日）は日本の教育者、版画家。

## 人物
兵庫県に生まれ、小学校教員を務めながらプロレタリア美術、風刺漫画に取り組む。1938年5月、東京漫画研究所の機関誌として小野沢亘、松下井知夫、久米宏一らとともにリトグラフの風刺・風俗漫画雑誌『カリカレ』を創刊。1941年4月、大田が不穏思想の持主であるとして検挙されて廃刊となった。
戦後は本名や変名で風刺漫画を投稿し、中国木刻の影響で盛り上がった1950年代の「戦後版画運動」に積極的に参加。1951年には平塚運一や恩地孝四郎らの協力を得て「日本教育版画協会」を設立し、学校教育に版画を広めていった。大田の編集する機関誌『はんが』はほぼ月刊で、日本中から送られた小中学校の版画文集を紹介する。1954年の第1回全国版画教育研究大会には300人の教師が参加した。
アニメーターの園叡（園サトル、大田サトル）、アニメーターで宮崎駿の妻である大田朱美は、娘。